# 敷島村
敷島村（しきしまむら）は群馬県の中部、勢多郡に属していた村。
敷島の名の由来ははっきりしないが、「上野の勢多の敷島来て見れば 小波（さざなみ）寄する浮草の花」という古歌から採ったと言われる。

## 地理
- 河川：利根川、沼尾川

## 歴史
- 1889年（明治22年）4月1日 - 町村制施行により、周辺5村（猫村、津久田村、長井小川田村、棚下村、深山村）が合併し南勢多郡敷島村が成立する[2]。
- 1896年（明治29年）4月1日 - 郡統合（南勢多郡と東群馬郡の統合）により勢多郡に属する。
- 1910年（明治43年）7月17日 - 敷島村大字津久田字八幡2308番ノ2に役場を新築移転[3]。
- 1947年（昭和22年）9月15日 - カスリーン台風の影響で、村内を流れる沼尾川で大規模な土石流が発生、死者・行方不明者83名[4]。
- 1948年（昭和23年）4月1日 - 棚下の一部（日蔭長井地域）を利根郡久呂保村川額に編入[5]。
- 1956年（昭和31年）9月1日 - 横野村と合併し赤城村となる。

## 交通

### 鉄道
- 上越線
  - 敷島駅
  - 津久田駅

## 行政
歴代村長
| 氏名       | 就任                       | 退任                       | 備考         |
| ---------- | -------------------------- | -------------------------- | ------------ |
| 角田喜重郎 | 1889年（明治22年）6月3日   | 1893年（明治26年）5月      |              |
| 角田喜重郎 | 1893年（明治26年）6月7日   | 1897年（明治30年）2月13日  | 辞職         |
| 石田伊藤太 | 1897年（明治30年）2月19日  | 1901年（明治34年）2月10日  |              |
| 狩野定五郎 | 1901年（明治34年）2月11日  | 1901年（明治34年）5月21日  | 辞職         |
| 狩野正俊   | 1901年（明治34年）6月5日   | 1902年（明治35年）10月2日  | 辞職         |
| 茂木多造   | 1903年（明治36年）2月27日  | 1907年（明治40年）2月26日  |              |
| 石田伊藤太 | 1907年（明治40年）2月27日  | 1919年（大正8年）3月16日   |              |
| 角田保太郎 | 1919年（大正8年）3月27日   | 1923年（大正12年）3月26日  |              |
| 田村兵作   | 1923年（大正12年）4月9日   | 1926年（大正15年）12月10日 | 辞職         |
| 儘田定三   | 1926年（大正15年）12月11日 | 1927年（昭和2年）3月3日    | 村長臨時代理 |
| 狩野鵬市郎 | 1927年（昭和2年）3月4日    | 1931年（昭和6年）3月3日    |              |
| 須田行作   | 1931年（昭和6年）3月4日    | 1935年（昭和10年）3月3日   |              |
| 狩野熊吉   | 1935年（昭和10年）3月4日   | 1935年（昭和10年）7月26日  | 辞職         |
| 狩野国太郎 | 1935年（昭和10年）8月10日  | 1943年（昭和18年）8月9日   |              |
| 角田喜重郎 | 1943年（昭和18年）8月10日  | 1946年（昭和21年）12月3日  | 公職追放     |
| 石田一郎   | 1946年（昭和21年）12月4日  | 1947年（昭和22年）4月6日   | 村長臨時代理 |
| 永井丑之助 | 1947年（昭和22年）4月6日   | 1951年（昭和26年）4月4日   |              |
| 石田一郎   | 1951年（昭和26年）4月24日  | 1955年（昭和30年）         |              |
| 角田喜重郎 | 1955年（昭和30年）5月1日   | 1956年（昭和31年）8月31日  | 合併         |